# Подорож до центру Землі (мінісеріал)
«Подорож до центру Землі» (англ. Journey to the Center of the Earth) — американський пригодницький науково-фантастичний мінісеріал 1999 року. Заснований на сюжеті однойменного роману Жуля Верна 1864 року. У головних ролях знялися Тріт Вільямс, Джеремі Лондон та Браян Браун.

## Сюжет
Професор-геолог Теодор Літтон насилу збирає гроші на свою чергову наукову експедицію, яка має підтвердити дарвінівську теорію еволюції. Але на своє щастя, він знайомиться з багатою і красивою Еліс Гастінгс. І разом з Еліс Літтон вирушає до Нової Зеландії на пошуки її чоловіка Каспера, який виїхав туди на пошуки золота і безслідно зник в районі таємничого вулканічного кратера. Відважним мандрівникам належить, переживши безліч небезпек, пробратися по заплутаних підземних галереях до самого центру Землі, де перед ними постане дивовижний доісторичний світ…

## У ролях
| Актор          | Роль            |
| -------------- | --------------- |
| Тріт Вільямс   | Теодор Літтон   |
| Джеремі Лондон | Джонас Літтон   |
| Тушка Берген   | Еліс Гастінгс   |
| Г'ю Кіяс-Бірн  | Макніфф         |
| Браян Браун    | Каспер Гастінгс |
| Тесса Веллс    | Гелен           |
| Петра Джаред   | Рална           |
| Сара Чедвік    | Машоуна         |